# Renato Sánchez García de la Huerta
Renato Sánchez García de la Huerta; (Washington, Estados Unidos, 1869 - Santiago, Chile, 13 de enero de 1935). Político, diplomático y abogado chileno. Su padre, Mariano Sánchez Fontecilla, también fue diplomático para el gobierno chileno. Su madre fue Tránsito García de la Huerta Pérez. Sánchez contrajo matrimonio con Elena Errázuriz Echenique.  
Realizó sus estudios en el Instituto Nacional, al cual ingresó en 1878. Estuvo en la Facultad de Derecho de la Universidad de Chile, donde obtuvo los grados de bachiller en Humanidades, en (1884) y en Leyes, dos años más tarde.

## Actividades políticas
- Militante del Partido Liberal.
- Diputado representante de Temuco e Imperial (1897-1900 y 1900-1903).
- Miembro de la comisión de Relaciones Exteriores de la Cámara de Diputados.
- Diputado representante de Temuco, Imperial y Llaima (1903-1906).
- Miembro de la comisión de Educación y Beneficencia de la Cámara de Diputados.
- Ministro de Relaciones Exteriores (1912).
- Embajador de Chile en Bélgica (1915).